# Rad-Weltcup der Frauen 2007
Der Rad-Weltcup der Frauen 2007 war die 10. Austragung des Rad-Weltcups der Frauen, einer seit der Saison 1998 vom Weltradsportverband UCI ausgetragenen Serie der wichtigsten Eintagesrennen im Straßenradsport der Frauen.
Acht von zwölf Rennen aus dem Vorjahr wurden in den Rennkalender übernommen, ein neues kam hinzu, so dass die Serie aus insgesamt neun Rennen bestand.
Die Fahrerinnenwertung gewann die Niederländerin Marianne Vos.

## Rennen
| Rennen                                       | Siegerin            | Team                                      |
| -------------------------------------------- | ------------------- | ----------------------------------------- |
| Geelong Tour                                 | Nicole Cooke        | Raleigh Lifeforce Creation HB Pro Cycling |
| Flandern-Rundfahrt                           | Nicole Cooke        | Raleigh Lifeforce Creation HB Pro Cycling |
| Ronde van Drenthe                            | Adrie Visser        | DSB Bank                                  |
| La Flèche Wallonne                           | Marianne Vos        | DSB Bank                                  |
| Berner Rundfahrt                             | Edita Pučinskaitė   | Equipe Nürnberger                         |
| Coupe du Monde Cycliste Féminine de Montréal | Fabiana Luperini    | Menikini Gysko                            |
| Open de Suède Vårgårda                       | Chantal Beltman     | T-Mobile                                  |
| Grand Prix de Plouay                         | Noemi Cantele       | Bigla Cycling Team                        |
| Lowland International Rotterdam Tour         | Ina-Yoko Teutenberg | T-Mobile                                  |
| Rund um die Nürnberger Altstadt              | Marianne Vos        | DSB Bank                                  |

## Endstand
|    | Fahrerin            | Punkte |
| -- | ------------------- | ------ |
| 1  | Marianne Vos        | 470    |
| 2  | Nicole Cooke        | 337    |
| 3  | Ina-Yoko Teutenberg | 160    |
| 4  | Noemi Cantele       | 152    |
| 5  | Oenone Wood         | 139    |
| 6  | Fabiana Luperini    | 108    |
| 7  | Trixi Worrack       | 100    |
| 8  | Rochelle Gilmore    | 95     |
| 9  | Regina Schleicher   | 91     |
| 10 | Edita Pučinskaitė   | 80     |

|   | Team                                      | Punkte |
| - | ----------------------------------------- | ------ |
| 1 | Raleigh Lifeforce Creation HB Pro Cycling | 504    |
| 2 | DSB Bank                                  | 377    |
| 3 | T-Mobile                                  | 377    |
| 4 | Equipe Nürnberger                         | 320    |
| 5 | Menikini – Selle Italia – Gysko           | 226    |